# 都蘭山

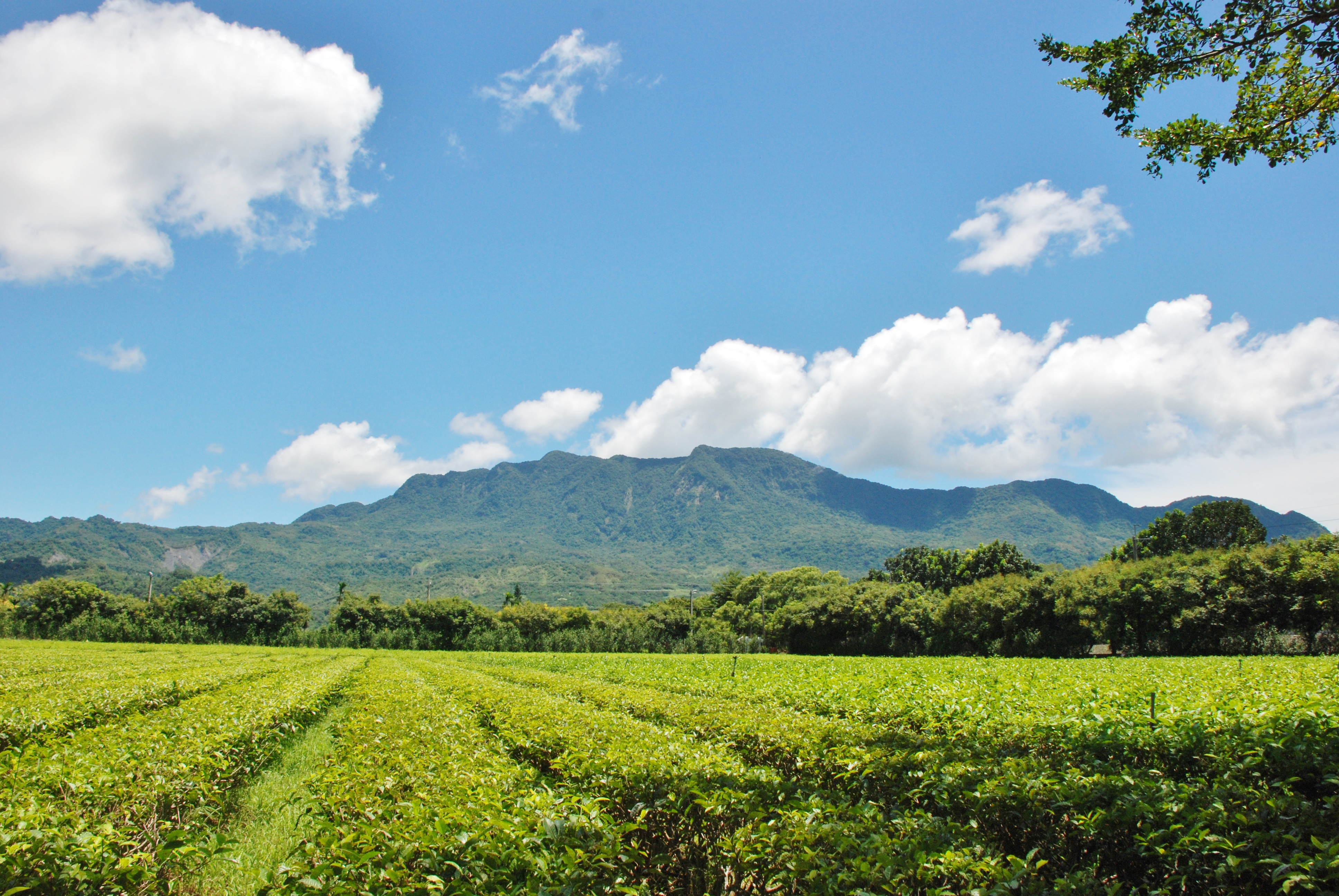
都蘭山を鹿野郷から遠望する

都蘭山（とらんざん、ドゥランシャン、英語: Dulan Mountain）は、台湾の海岸山脈の南端にある標高1,189.9メートルの最高峰の山で、台東県延平郷欒山村と東河郷都蘭村の境界に位置し、両村の境界内で最も高い地点であり、頂上には日本統治時代に設置された一等三角点がある。 
この山は、沿岸山脈の他の峰々とともに、フィリピンプレート西縁の火山性島弧の造山運動によって形成された鮮新世または鮮新世の都蘭山層の標準的な場所である。尾根は、南西方面では剣山、利基利基山などの山、東北方面では北東部で八里芒山を経て、即哈那拉山、跋都山などの山、大馬武窟山では馬武窟溪と都歷山で隔てられ、ここの稜線は特に都蘭山列と呼ばれる。
都蘭山はプユマ族（卑南族）とアミ族の伝統的な領土の境界に位置し、両部族にとって神聖な山でもあり、プユマ族の南王族は都蘭山を自分たちの発祥の地と考えている。かつては山地の天然資源をめぐって両部族の間で争いがあったが、和平協定が結ばれ、互いに山に侵入しないように境界線として石碑が設置されたことで争いは沈静化した。
現在の都蘭山歩道の2.3キロ地点にある「普悠瑪」祭壇は、その時に建てられた石碑だと言われている。「都蘭山」という地名は「都鑾山」、「都巒山」、「都鸞山」とも記録されており、いずれも都蘭山西麓の都蘭村にちなんだものである。都蘭山の名を記した地図は日本統治時代の初期まで遡るが、「都蘭」の名は遅くとも清朝末期の地図に現れる。都蘭山は「台東富士」とも呼ばれ、日本統治時代に富士山に似ていることから「台東富士」と呼ばれるようになった。

## 卑南文化
台湾で最も保存状態の良い新石器時代の遺跡である卑南遺跡は、卑南遺跡の村から北を眺めると、村の人々の心の中の聖なる山である都蘭山と常に切っても切れない関係にあった。遺跡発掘で出土した石棺はすべて北向きに埋葬されており、これは亡くなった人の魂は聖なる山に帰るべきだという部族の信仰を反映している。

## 参照項目
- 中華民国政府認定16民族